# DiaSorin
La société DiaSorin S.p.A. est une entreprise multinationale italienne de biotechnologie qui produit et commercialise des kits de réactifs de diagnostic in vitro utilisés en immuno-diagnostic et en diagnostic moléculaire. Depuis 2021, elle est également présente, au niveau international, dans le domaine des sciences de la vie. Le groupe DiaSorin SpA est présent dans plus de 100 pays dans le monde à travers 45 sociétés filiales, 10 sites de production et 9 centres de recherches.
La société SORIN Biomedica SpA, filiale de SORIN Group SpA, a été fondée en 1968. La société est cotée à la Bourse de Milan depuis juillet 2007 dans l'indice FTSE MIB.
Le groupe est principalement actif dans le développement, la production et la commercialisation de tests de diagnostics de laboratoire utilisés par le monde médical pour étudier les infections des patients, comprendre leur état de santé et suivre l'évolution de pathologies.

## Histoire
En 1956, deux des principales sociétés italiennes, le groupe FIAT et Montecatini créent une joint-venture, la société SORIN S.p.A. - SOcietà Ricerche Impianti Nucleari S.p.A. (Société pour la Recherche sur les Réacteurs Nucléaires), une centrale privée pour la production d'énergie nucléaire et un centre de recherche pour étudier les effets sur le corps humain des radiations nucléaires, à Saluggia, dans la province de Vercelli, à 30 km au nord-est de Turin. Ce centre a été le premier centre de diagnostic in vitro réalisé en Europe. 
Dans les années 1960, le groupe SORIN SpA se diversifie et se structure en 4 pôles d'activités :
- Sorin Biomedica Cardio - production de valvules cardiaques, stents coronariens et systèmes endovasculaires,
- Sorin Biomedica CRM - production de stimulateurs cardiaques et défibrillateurs,
- Sorin Biomedica S.r.l. - s'occupe des services district, qui, avec Diasorin, opère dans le domaine des produits de diagnostic in vitro,
- Gipharma - opère dans le domaine des productions de préparations (réactifs) destinées au diagnostic in vitro.

Après la nationalisation des entreprises privées de production d'électricité et la création d'ENEL S.p.A. en 1962, la société SORIN SpA, désormais entièrement détenue par le Groupe FIAT, se consacre à la recherche médicale et au développement de technologies en rapport avec les pratiques médicales avec la production de valvules mitrales et de stimulateurs cardiaques (Pacemakers), prenant le nom de Sorin Biomedica SpA.
En 1992, SORIN Biomedica SpA rachète la division appareils cardiovasculaires de Pfizer et renforce sa position de leader incontesté sur le marché européen et devient co-leader mondial. Elle rachète également la société italienne Dideco SpA, leader européen de la circulation sanguine extracorporelle et de la transfusion sanguine autologue. La société allemande Stöckert Instruments, leader mondial des machines cœur-poumons, a également été rachetée et intégrée dans la filiale locale SORIN Group Deutschland GmbH.
En 1997, le groupe SORIN Biomedica SpA cède sa division d'immuno-diagnostics à la multinationale américaine American Standard International, rachète Shiley Laboratories Inc. d'Irvine, en Californie, fabricant de dispositifs médicaux cardiovasculaires ainsi que ImmunoNuclear Corporation (Incstar, Inc.), une société de diagnostics basée à Stillwater dans le Minnesota, créant ainsi son unité Medical System Group of American Standard à laquelle s'ajoute Sienna Biotech Inc. par la suite. Cette division, renommée DiaSorin, conserve l'acronyme SORIN "Nuclear Plant Research Company", société créée en Italie dans les années 1960, et Dia pour Diagnostics. 
Redevenue indépendante, DiaSorin SpA croit rapidement, rachète BYK-Sangtec et brevette sa plateforme « LIAISON® », basée sur la technologie de chimiluminescence (CLIA), elle procède à la conversion des tests de la technologie ELISA (tests non entièrement automatisés) vers la technologie CLIA (tests automatisés). Elle ouvre des succursales en Chine, au Mexique et en Israël. En 2008, elle rachète Biotrin, leader mondial des tests de parvovirus, la licence et l'utilisation de la technologie "LAMP" d'Eiken Chemical (en) et devient un acteur important dans le domaine des tests moléculaires.
En 2010, elle rachète la société philippine Murex Diagnostics et la gamme de produits ELISA d'Abbott Laboratories. En 2011 elle rachète la société norvégienne NorDiag AB, spécialiste de l'extrusion d'acides nucléiques. En 2012 elle ouvre une succursale en Inde. En 2014, ses tests pour l'hépatite et les rétrovirus sont approuvés en Chine. Aux États-Unis, l'accord avec Laboratory Corporation est prolongé jusqu'en 2018 et les premiers tests pour le diagnostic de la leucémie sont lancés.
DiaSorin SpA signe également plusieurs partenariats pour la distribution de ses produits avec des majors du secteur : Roche, Beckman Coulter et Meridian Bioscence (en) notamment. L'accord de distribution commerciale signé avec Beckman Coulter en 2015 pour l'hépatite et le VIH en Chine est étendu aux États-Unis en 2016,. En 2016, DiaSorin SpA rachète la branche d'immuno-diagnostic et de diagnostic moléculaire de la société américaine Focus Diagnostics au groupe Quest Diagnostics, renommée DiaSorin Molecular, et devient un leader dans le secteur des diagnostics moléculaires. Cette nouvelle unité complète son implantation aux États-Unis où le groupe dispose d'une usine de production à Stillwater dans le Minnesota, d'un centre de recherche et d'une usine à Cypress en Californie.
En septembre 2017, DiaSorin SpA rachète le portefeuille de tests ELISA pour une vingtaine de maladies infectieuses de Siemens Healthineers. En 2018, DiaSorin SpA signe un accord cadre avec la société hollandaise Qiagen pour développer la technologie des tests pour la tuberculose latente grâce au test QuantiFERON-TB® Gold Plus disponible sur les analyseurs LIAISON®. Le groupe de Saluggia signe un partenariat avec Meridian pour la distribution de son test Helicobacter pylori aux États-Unis et en Grande-Bretagne et le développement de nouveaux panels de tests gastro-intestinaux. La même année, les actions DiaSorin entrent dans l'indice FTSE MIB.
En 2019, DiaSorin SpA lance la plateforme d'immuno-diagnostic LIAISON® XS et le test de tuberculose latente est homologué en Europe et aux États-Unis.
En 2020, DiaSorin SpA signe un accord de licence exclusif avec TTP pour l'automatisation des tests de diagnostic moléculaire sur une plateforme Point-of-Care. En septembre 2020, DiaSorin SpA et MeMed lancent un partenariat stratégique pour le développement et la commercialisation d'une solution de diagnostic basée sur la réponse immunitaire des patients pour distinguer les infections d'origine bactérienne et virale. En janvier 2021, DiaSorin SpA lance le test LIAISON SARS-CoV-2 TrimericS IgG avec marquage CE, capable de détecter tout le spectre de la réponse immunitaire naturelle au virus SARS-CoV-2. En février 2021, Diasorin reçoit l'approbation pour la commercialisation de ses tests LIAISON® Lyme IgM et LIAISON® Lyme IgG de la FDA américaine. Les deux nouveaux tests s'ajoutent au test quantitatif automatisé LIAISON® Lyme Total Antibody Plus existant pour l'identification d'anticorps IgG et IgM spécifiques contre Borrelia burgdorferi. Les tests LIAISON® Lyme IgM et LIAISON® Lyme IgG utilisent la technologie de chimiluminescence (CLIA) pour identifier respectivement les anticorps IgM et IgG spécifiques contre la bactérie responsable de la maladie de Lyme. En 2021, DiaSorin SpA lance l'analyseur LIAISON® IQ pour le POC d'immuno-diagnostic et le test de la maladie de lyme.
Le 14 juillet 2021, DiaSorin SpA annonce l'acquisition, pour 1,8 milliard US dollars, de '''Luminex Corporation''' (en), une entreprise américaine de biotechnologies,,,. Ce rachat permet au groupe DiaSorin SpA de se développer dans le domaine « Licensed Technologies » (Technologies sous licence). Ce secteur d'activité comprend la production de composants technologiques utilisés avec les plateformes conçues et vendues par Luminex, pour développer des tests capables d’identifier simultanément un large spectre d’éléments dans l’échantillon analysé. Cette technologie trouve des applications aussi bien dans le domaine du diagnostic que dans la recherche et le développement de médicaments et vaccins.

## Activités
Le groupe DiaSorin SpA comprend 3 secteurs distincts :

### Immuno-diagnostics
Le groupe fabrique à la fois le produit fini et les composants nécessaires. Le processus de production se déroule en deux phases "amont et aval". La phase « amont » implique l'accumulation de la quantité souhaitée du bio-réactif à travers des techniques de fermentation ou culture cellulaire. La phase « aval » implique la purification du bio-réactif pour séparer la protéine ou l'anticorps monoclonal (la matière première), des autres composants cellulaires. Habituellement, cela se fait en utilisant des techniques de chromatographie.

### Diagnostic moléculaire
Comme c'est le cas de tous les fabricants, DiaSorin SpA dispose d'un produit fini produit avec une part de composants extérieurs et une part de composants développés et produits en interne. Le groupe DiaSorin SpA achète trois éléments essentiels : les oligo-nucléotides, les enzymes et les tampons de réaction.

### Licensed Technologies
Pour l'activité xMAP® Licensed Technologies Group, inclus dans le champ d'activité de DiaSorin SpA, la société développe et produit des micro-sphères exclusives, colorées fluorescentes, permettant à ces micro-sphères d'être recouvertes de substances biologiques spécifiques et mélangées pour pouvoir mesurer plusieurs cibles à l'intérieur d'un seul échantillon. En complément à ces réactifs, DiaSorin SpA développe et produit des plateformes et des logiciels capables d'analyser des échantillons basés sur ces micro-sphères, avec des réactifs d'étalonnage et de vérifier et entretenir les instruments xMAP®.

## Technologie
Une équipe de chercheur d'environ 200 personnes se consacre au développement de solutions de tests spécialisés pour aider les médecins et les laboratoires à réaliser tous les diagnostics, même pour les maladies rares et de niche. Les technologies développées sont ouvertes à l'interconnexion avec les plateformes d'autres opérateurs.

### Kits de tests
Les tests DiaSorin peuvent détecter la présence d'un élément spécifique, virus, hormones, etc., même en quantités minimes, dans un échantillon prélevé sur le patient. Les kits de tests DiaSorin sont destinés aux secteurs spécialisés d’immuno-diagnostics suivants :
- Maladies infectieuses
- Infections gastro-intestinales
- Métabolisme osseux et minéral
- Endocrinologie
- Hypertension
- Oncologie
- Onco-hématologie
- Auto-immunité

### Plateformes d'immuno-diagnostics
- LIAISON XL - permet d'analyser les tests de diagnostic spécialisés hautement automatisés en mode autonome et à l'aide de systèmes d'automatisation de laboratoire produits par d'autres sociétés,
- LIAISON XS - disponible dans les pays européens, est conçu pour les laboratoires d'analyse ayant des besoins de débit moyen à faible qui veulent profiter de cette plateforme pour des besoins spécifiques en matière de tests spécialisés,
- LIAISON MDx -  plateforme de diagnostic moléculaire pouvant être utilisée aussi bien en association avec le consommable "Direct Amplification Disc (DAD)", pour des résultats rapides "à la demande" et pouvant être obtenu dans des laboratoires même peu spécialisés, ainsi que dans des contextes d'urgence pour l'identification de patients à isoler en contexte hospitalier ou, en association avec le consommable « Universal Disc (UD) » pour obtenir des résultats de routine, de criblage ou à haut débit.

## Actionnariat
Selon les déclarations soumises à la CONSOB, au 15 avril 2024, la répartition du capital était :
- Finde SS - société turinoise contrôlée par la famille du milliardaire italien Gustavo Denegri, 56,947 %
- Carlo Rosa - chimiste de renom et actuel Administrateur délégué de la société (CEO) : 10,533 %
- Even Chen - directeur commercial du groupe : 5,262 %
- T. Rowe Price Associates Inc. - société américaine de gestion d'investissements : 1,919 %
- flottant - actionnaires privés et institutionnels détenant moins de 3 % chacun : 25,339 %